# Atocha (gemeente)
Atocha is een gemeente (municipio) in de Boliviaanse provincie Sud Chichas in het departement Potosí. De gemeente telt naar schatting 12.266 inwoners (2018). De hoofdplaats is Atocha.